# Płaskosz purpurowy borówki
Płaskosz purpurowy borówki (Exobasidium splendidum Nannf.) – gatunek grzybów z rodziny płaskoszowatych (Exobasidiaceae).

## Systematyka i nazewnictwo
Pozycja w klasyfikacji według Index Fungorum: Exobasidium, Exobasidiaceae, Exobasidiales, Exobasidiomycetidae, Exobasidiomycetes, Ustilaginomycotina, Basidiomycota, Fungi.
Po raz pierwszy opisał go w 1981 r. John Axel Nannfeldt na borówce brusznicy w Szwecji. Polską nazwę zarekomendowała Komisja do spraw polskiego nazewnictwa grzybów.

## Charakterystyka
Grzyb pasożytniczy, monofag. Jest ogólnoustrojowym pasożytem obligatoryjnym porażającym borówkę brusznicę. Bazydiospory infekują ją wiosną po pierwszych roztopach śniegu. Objawy porażenia rośliny stają się widoczne po kilku tygodniach. Porażone pędy roczne po wytworzeniu zarodników brunatnieją, następnie czernieją i obumierają.
Porażone pędy są lekko wydłużone i występują zwykle w skupisku, rzadziej w rozproszeniu lub pojedynczo. Liście są umiarkowanie powiększone, zwłaszcza na długość, miękkie z zaokrąglonymi brzegami, na całej powierzchni początkowo jasnoróżowoczerwone, ostatecznie kredowobiałe. Hymenium gęste, pokrywające całą dolną powierzchnię liścia. Podstawki duże, o średnicy 6–8 µm, z 2 sterygmami. Bazydiospory (15–)20–27 × 6,0–11,5 µm, szeroko cylindryczne, elipsoidalne do sprawie gruszkowatych, bez przegród. Konidia nie są znane.
Znane jest występowanie tego gatunku w Ameryce Północnej, Europie i Azji. Najwięcej stanowisk podano na Półwyspie Skandynawskim.
Płaskosz purpurowy borówki jest najczęstszym z trzech gatunków płaskoszy porażających borówkę brusznicę. Pozostałe to płaskosz pędowy borówki (Exobasidium juelianum) i płaskosz borówki (Exobasidium vaccinii).

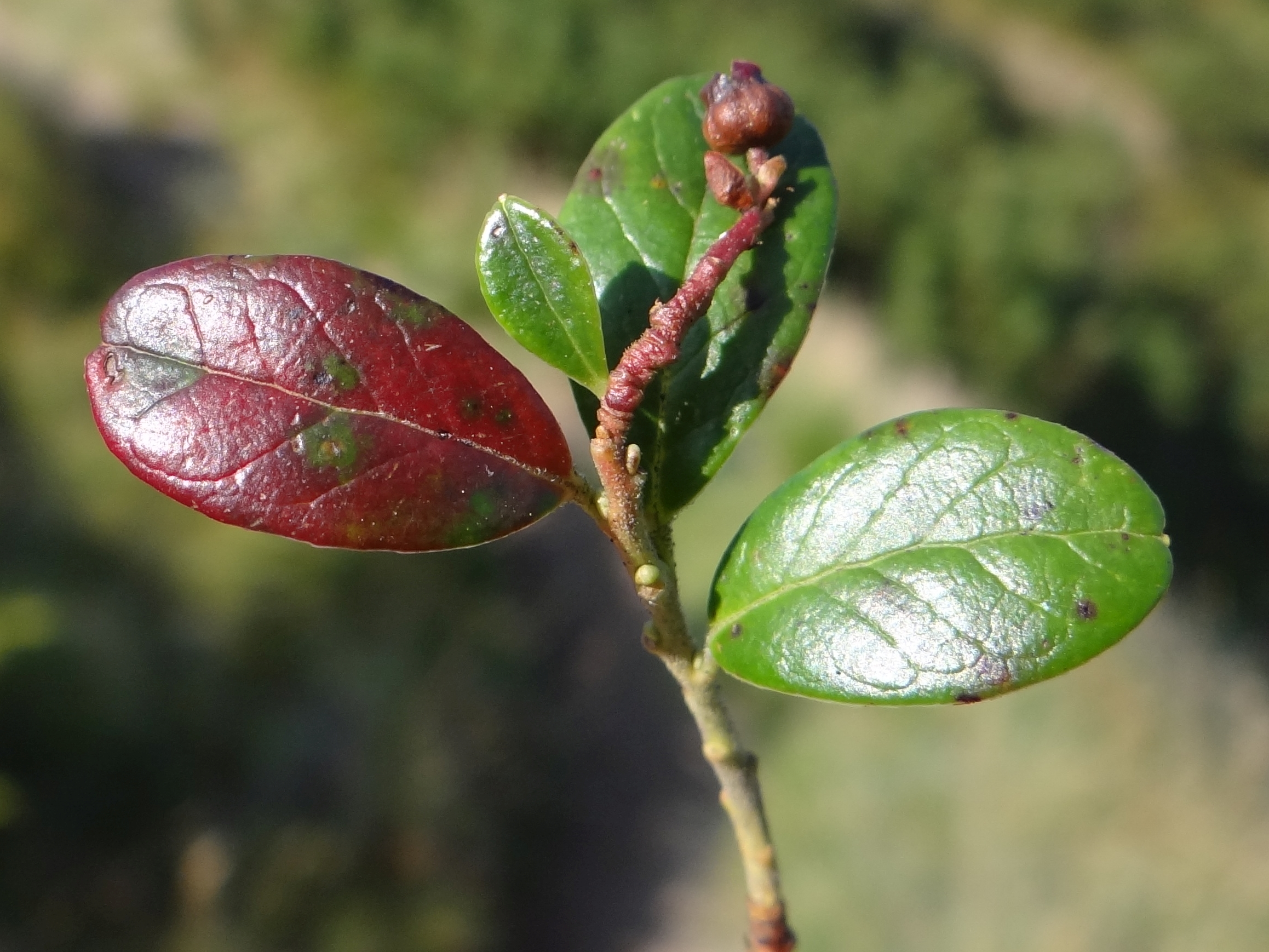
Porażony pęd i liść